# Salman Khurshid
Salman Khurshid Alam Khan (Aligarh, 1 de enero de 1953) es un político indio, abogado principal designado, autor y profesor de derecho. Fue Ministro de gabinete del Ministerio de Relaciones Exteriores. Es miembro del Congreso Nacional Indio  que fue elegido por el distrito electoral Lok Sabha en las elecciones generales de 2009 en el área de Farrukhabad . Anteriormente fue elegido para el 10º Lok Sabha (1991-1996) por el distrito electoral de Farrukhabad Lok Sabha. En junio de 1991 fue nombrado viceministro de Comercio de la Unión y, posteriormente, ministro de estado de Asuntos Exteriores de la Unión (de enero de 1993 a junio de 1996).  Comenzó su carrera política en 1981 como oficial de servicio especial en la Oficina del primer ministro (PMO) bajo el mandato de Indira Gandhi.